# Liste de militants du Front de libération du Québec
Pour un article plus général, voir Front de libération du Québec.
Liste des militants et militantes connue du Front de Libération du Québec (FLQ):

## Premier réseau
Le réseau compte au moins 35 membres.
- Mario Bachand[2]
- Richard Bizier[2]
- Alain Brouillard[3]
- Alain Brunelle[3]
- Jean Cloutier[3]
- Alain Gabriel[3]
- François Gagnon[2]
- André Garand[2]
- Jacques Giroux[2]
- François Giroux][3]
- Gabriel Hudon (Fondateurs)[2]
- Yves Labonté[2]
- Réjean Lachapelle[3]
- Jean-Jacques Lanciault (Délateur responsable du démantèlement du réseau)
- Denis Lamoureux (Responsable de la propagande[4] et corédacteur du Manifeste d'avril 1963)
- Michel Massicotte[3]
- Eugénio Pilote[2]
- Gilles Pruneau[2]
- Claude Savoie[3]
- Pierre Schneider[2] (Corédacteur du Manifeste d'avril 1963 et collaborateur clandestin du journal La Cognée depuis sa cellule de la prison)
- Georges Schoeters (Fondateurs)[2]
- Jeanne Pépin-Schœters[2]
- Roger Tétreault[2]
- Raymond Villeneuve (Fondateurs)[2] (participant à la Délégation extérieure du FLQ à Alger)

## Armée de libération du Québec
- Jules Duchastel[5].
- René Dionl[6]
- Jean Gagnon[6]
- Robert Hudon (Fondateurs)
- Jean Lasalle[6].
- Maurice Leduc[6]
- Pierre Nadon[7],[6]
- Claude Perron[6]
- Claude Soulières[5]
- André Wattier[6]

## La Cognée
Le réseau compte une centaine de militants au fil des années.
- Jacques Désormaux
- Paul-André Gauthier (pseudonyme de Robert Aubin[1])
- Paul Lemoyne (pseudonyme de Philippe Bernard[1])
- Louis Nadeau (pseudonyme de Robert Maheu[1])

## Armée révolutionnaire du Québec
- Louis-Philippe Aubert[6]
- Gilles Brunet
- Cyriaque Delisle
- Edmond Guénette
- Yvon  Hussereau[6]
- Jean-Guy  Lefebvre[6]
- Bernard  Mataigne[6]
- Claude  Nadeau[6]
- Marc-André Parisé[6]
- François Schirm
- Marcel Tardif

## Commando de La Macaza
Cellule de Montréal
- Daniel  Bélec[9]
- Serge  Bourdeau[9]
- Jean-Guy Lefebvre[9]
- Claude Nadeau[9]

Cellule du Saguenay-Lac-Saint-Jean 
- Réjean Tremblay[9]
- André Lessard[9]
- Bertrand Simard[9]

## Groupe Vallières-Gagnon
- Nicole Bellemarre[10]
- Richard Bouchoux[10]
- Hélène Bourgault[10]
- Réjean Briggs[11]
- Jean Corbo (mort au combat)
- Serge Demers[12]
- Gaétan Desrosiers[10]
- Pierre Dumas[10]
- Marcel Faulkner[10]
- Charles Gagnon
- Guy Kosak[10]
- André Lavoie[10]
- Gérard Laquerre[11]
- Robert Lévesque[11]
- Rhéal Mathieu
- Maurice Montpetit[10]
- Michel Paquette[10]
- Robert-Yves Prudhomme[10]
- Pierre Renaud[10]
- François Robert[10]
- Claude Simard[12],[11]
- Pierre Vallières

## Réseau Geoffroy
« Cellule Geoffroy »
- Pierre-Paul Geoffroy (dirigeant) [13]
- Alain Allard[13]
- Pierre Charette[13]
- Pierre Lacourse[13]

« Groupe de la Rive Sud »
- Michel Lambert[14]  (participant à la Délégation extérieure du FLQ à Alger)
- Normand Roy[14] (participant à la Délégation extérieure du FLQ à Alger)
- Jean-Marie Roy (frère de Normand)[14]
- Jean-Raymond Langlois[14]

## Réseau Lanctôt-Rose
- Lise Balcer
- Yves Bourgault
- François Lanctôt[12]
- André Roy[12]
- Pierre Marcil[12]
- Claude Morency[12]

### Cellule Libération
- Jacques Cossette-Trudel
- Louise Lanctôt (une des principales rédactrices du manifeste du FLQ)
- Jacques Lanctôt
- Marc Carbonneau
- Yves Langlois (aussi connu sous le pseudonyme de Pierre Séguin)
- Nigel Barry Hamer

### Cellule Chénier
- Paul Rose
- Jacques Rose
- Francis Simard
- Bernard Lortie

## Cellule d'information Viger
- Robert Comeau
- Gilles Cossette
- Nigel Barry Hamer (Fondateurs)
- Jean-Pierre Piquette
- François Séguin

## Groupe de Bellefeuille
- Georges Campeau[15]
- Pierre-Louis Bourret[15] (Tué lors d'un hold-up en 1971)
- François Séguin[15] (alias François Fritz Séguin)
- Jean-Pierre Piquette[15]
- Gérard Pelletier[15]
- Jacinthe Lanctôt[15]Jacinthe Lanctôt(sœur de Jacques et Louise en exil a cuba et de François Lanctôt en prison[16])
- Serge Nadeau[16]
- Jean-Pierre Piquette[16] de la cellule Information Viger
- Colette Raby[16]
- Pierre Raby
- Fernand Roy[16]
- Jogues Sauriol[16]

## Autres
- Louis-Philippe Aubert[17]
- Jacques Bouliane[18]
- Pierre Boucher[12]
- Marc Bourgault[19]
- Richard Bros[20]
- Jean Castonguay[17]
- Gilles Choquette[21]
- Jean Cloutier[17]
- Gaston Collin[22] Lionel Chenette[22] Normand Allard[22]
- Jean-Joseph Dagenais[23]
- Pierre Demers[12]
- Guy De Grasse[20]
- Georges Gagnon[21]
- Michel Gauthier[21]
- Marc-André Gagné[12]
- Georges Gagnon[19]
- André Gagnon[24]
- Michel Gauthier[19]
- Jean  Giroux[25]
- Normand Hurtubise[17]
- Omer Latour[17]
- Georges Laporte[17]
- Jacques Laberge[24]
- Gilles Legault[25]
- André Lessard[12]
- Michel Loriot[12]
- Bernard Mataigne[17]

André Normand
- Roger Normand[26]
- André Ouellette[12]
- Jacques Prévost[17]
- Jacques Poitras[25]
- Raymond  Sabourin[25]
- Gaston Savard[19]
- Serge Savard[19]
- Christian Savard[19]
- Réjean Tremblay[12]
- ''Maurice Walsh[24]